# Charles MacIver
Charles MacIver (Liverpool, 28 de novembro de 1866 — Menai Bridge, 21 de dezembro de 1935) foi um velejador britânico, medalhista olímpico. Ele competiu nos Jogos Olímpicos de Verão de 1908 na classe 12 Metre e conquistou a medalha de prata na disputa a bordo do Mouchette com J. Graham Kenion, John Adam, James Baxter, William Davidson, John Jellico, Thomas Littledale, Charles R. MacIver, Charles Macleod-Robertson e John Spence. McIver co-fundou a britânica e norte-americana Royal Mail Steam Packet Company, mais tarde conhecida como Cunard Line, ao lado de seu irmão David MacIver e Samuel Cunard.